# Geschichte eines Deutschen
Geschichte eines Deutschen. Die Erinnerungen 1914–1933 ist ein 1939 im englischen Exil geschriebenes, aber erst im Jahr 2000 postum erschienenes Buch des Autors Sebastian Haffner, in dem er die Entwicklung Deutschlands zwischen 1914 und 1933 analysiert und mit persönlichen Erlebnissen in dieser Zeit verbindet. Das Typoskript des Textes war in Haffners Nachlass entdeckt worden, selbst sein enges Umfeld hatte bis dahin nichts von dessen Existenz gewusst.
Das Buch war ein großer Verkaufserfolg. 2001 zweifelten die beiden Historiker Henning Köhler und Jürgen Paul aufgrund der vielen wahr gewordenen Zukunftsprognosen (u. a. Hitlers Selbstmord) das Entstehungsjahr des Buches an. Sie wurden aber kurze Zeit später durch ein bis dato unveröffentlicht gebliebenes Interview, das Jutta Krug 1989 mit Sebastian Haffner geführt hatte, sowie nach philologischen und kriminaltechnischen Untersuchungen widerlegt.
Ab der 14. Auflage 2003 erschien das Buch in einer erweiterten Ausgabe: ergänzt wurden zwei fehlende, erst 2002 wiederentdeckte Kapitel sowie eine Vorbemerkung und ein „Nachwort zur Editionsgeschichte“ von Haffners Sohn Oliver Pretzel.
Somit ist Geschichte eines Deutschen ein Werk, das Haffner bereits vollendet hatte, bevor er dieselbe Thematik auf eine andere Art und Weise in dem 1940 in England erschienenen Germany: Jekyll & Hyde bearbeitete.

## Ausgaben
- Sebastian Haffner: Geschichte eines Deutschen: die Erinnerungen 1914–1933. Deutsche Verlags-Anstalt, Stuttgart 2000, ISBN 3-421-05409-6. (240 S.)
- Sebastian Haffner: Geschichte eines Deutschen: die Erinnerungen 1914–1933. Deutsche Verlags-Anstalt, Stuttgart 2002, ISBN 3-421-05753-2. (304 S.)
- Geschichte eines Deutschen in der Reihe: ZEIT-Schülerbibliothek.
- das Buch erschien in zahlreichen Übersetzungen, u. a. auf  Englisch, Hebräisch, Holländisch, Italienisch, Japanisch, Polnisch, Schwedisch, Spanisch und Türkisch.[8]